# James Francis Edwards
James Francis Edwards ps. „Stocky” (ur. 5 czerwca 1921 w Nokomis, zm. 14 maja 2022 w Comox) – kanadyjski lotnik, as myśliwski okresu II wojny światowej. Odniósł 19 zwycięstw powietrznych.

## Życiorys
Urodził się w miejscowości Nokomis w Saskatchewan, a wychował w miasteczku Battleford w tej samej prowincji. Po ukończeniu St Thomas College w 1940 zgłosił się na ochotnika do Royal Canadian Air Force. W styczniu 1942, w stopniu starszego sierżanta został przydzielony do 94 dywizjonu wyposażonego w myśliwce P-40 Kittyhawk. 23 marca 1942 odbył swój pierwszy lot bojowy podczas którego odniósł swoje pierwsze zwycięstwo strącając messerschmtta Bf 109. W maju otrzymał przydział do 260 dywizjonu, a we wrześniu miał na swoim koncie 6 zestrzeleń i awansował na pierwszy stopień oficerski, podporucznika. 17 czerwca zestrzelił niemieckiego asa Otto Schultza (51 zwycięstw) a 3 września prawdopodobnie uszkodził Bf 109 Hansa-Joachima Marseille’a, trzy później najprawdopodobniej strącił innego asa Luftwaffe Güntera Steinhausena (40 zwycięstw). W sumie do maja 1943 zestrzelił 17 samolotów w powietrzu oraz kilka zniszczył na ziemi, według niemieckich źródeł zestrzelił 22 samoloty. W listopadzie 1943 został przydzielony do 417 dywizjonu następnie do 92 dywizjonu uzbrojonego w Spitfiry Mk VIII operującego we Włoszech. Podczas bitwy o Anzio zestrzelił 3 focke-wulfy Fw 190 oraz jednego Bf 109, z czego 3 samoloty jednego dnia. Na początku marca 1944 został wezwany do Wielkiej Brytanii gdzie służył w 274 dywizjonie. Wojnę zakończył w 127 dywizjonie, 3 maja odniósł wspólne zwycięstwo nad Ju 88. Po wojnie latał na odrzutowcach De Havilland Vampire, Canadair Sabre oraz Avro Canada CF-100 Canuck. James Francis przeszedł na emeryturę w 1972 w stopniu podpułkownika.

## Zestrzelenia
Według książki autorstwa Christophera Shoresa i Clive'a Williamsa Edwards odniósł 15 zwycięstw indywidualnych, 3 wspólne oraz 9 zniszczonych maszyn na ziemi. Michel Lavigne i George Brown przypisują mu 19 zestrzeleń pewnych (w tym 18 myśliwców: 14 Bf 109, 3 Fw 190 i 1 MC. 202), 2 wspólne, 6,5 prawdopodobnych, 17 uszkodzonych oraz 12 zniszczonych na ziemi. Sam Edwards twierdzi że zestrzelił na pewno 19 maszyn wroga. Piloci którzy z nim latali są zdania, że zgłaszał on tylko pewne zwycięstwa, a rzeczywista liczba zestrzeleń jest znacznie wyższa.

## Odznaczenia
- Distinguished Flying Medal
- Distinguished Flying Cross
- Mentioned in Despatches
- Canadian Forces Decoration
- Order Kanady
- Medal Diamentowego Jubileuszu Królowej Elżbiety II
- Canada’s Aviation Hall of Fame